# Ryder Hesjedal
Ryder Hesjedal (nascido a 9 de dezembro de 1980 em Vitória, Columbia Britânica, Canadá) é um ciclista profissional canadiano de origem norueguesa que actualmente corre para a equipa estadounidense Team Cannondale-Garmin.
Sua vitória mas importante até o momento é ter sido campeão do Giro de Itália em 2012; outras grandes vitórias são as duas etapas conseguidas na Volta a Espanha. Desempenha-se bem na montanha e é bom contrarrelojista.

## Trajectória
Começou destacar no ciclismo de montanha onde conseguiu duas medalhas em campeonatos mundiais. Em 2002 estreia como profissional em equipa Rabobank GS3 (filial do Rabobank), com o que ganhou a Paris-Mantes-em-Yvelines. No ano 2010 finalizou em sexta posição no Tour de France.
Seu maior loiro foi no ano 2012, quando conseguiu vencer na classificação geral do Giro de Itália, por adiante do espanhol "Purito" Rodríguez.
Em 2013 tem uma boa atuação nas clássicas e seu objectivo volta fazer o Giro de Itália onde depois de arrancar bem sofre na etapa 10 com final em alto , onde cede mais de 30 min, perdendo absolutamente todas as possibilidades de vitória, pódio ou até um top 10 . Finalmente abandona na etapa 12, e deixa ao Giro de Itália sem o dorsal número 1. Em outubro de 2013, a raiz da publicação do livro Gul Feber (Febre amarela) de Michael Rasmussen, Hesjedal admitiu ter-se dopado no ano 2003. No livro Rasmussen explica como lhe ensinou a Hesjedal e a outros dois ciclistas de montanha a usar EPO, antes da celebração do mundial de ciclismo de montanha desse ano.
Em 2014 seu objectivo volta a ser o Giro d'Italia, na que tão só consegue acabar 9º na geral. Também correu a Volta a Espanha, na que adjudicar-se-ia a décima quarta etapa com final em alto na Camperona. 

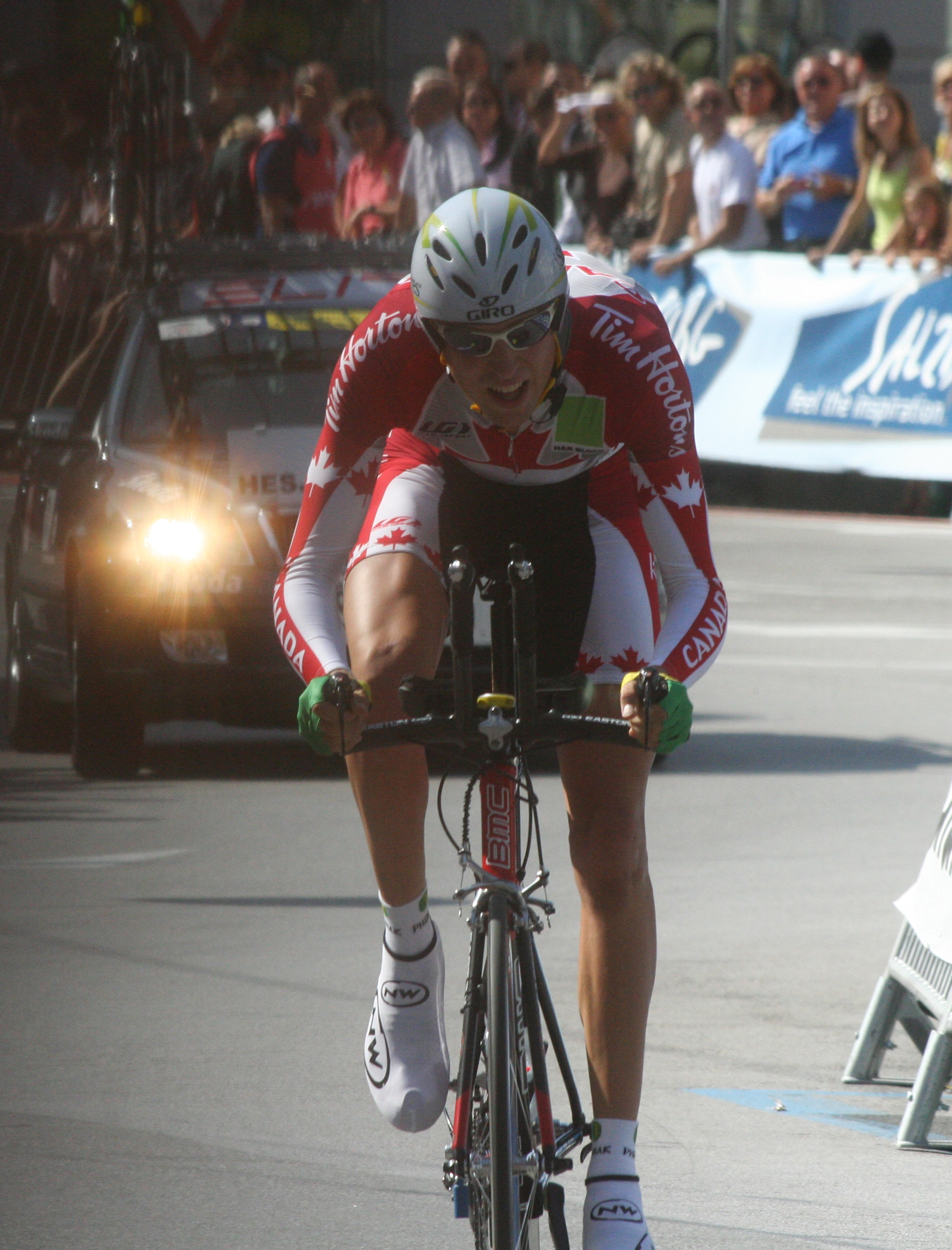
Hesjedal competindo no CRI no Campeonato Mundial de Ciclismo de Estrada.

## Palmarés

### Ciclismo de montanha
2000 (como amador)
- 3º no Campeonato Mundial Campo através por Relevos Misto (fazendo equipa com Ricky Federau, Roland Green e Alison Sydor)

2001 (como amador)
- Campeonato Mundial Campo através por Relevos Misto (fazendo equipa com Roland Green, Maximilian Plaxton e Alison Sydor)

2002
- Lhes Gets
- Campeonato Mundial de Campo através de relevos misto (fazendo equipa com Adam Coates, Roland Green e Chrissy Redden)

2003
- 2º no Campeonato Mundial

### Estrada
2002
- Paris-Mantes-em-Yvelines

2005
- 3º no Campeonato de Canadá de Ciclismo Contrarrelógio

2006
- 2º no Campeonato de Canadá de Ciclismo Contrarrelógio

2007
- Campeonato de Canadá de Ciclismo Contrarrelógio

2009
- 1 etapa da Volta a Espanha

2010
- 1 etapa do Tour de Califórnia

2012
- Giro de Itália

2014
- 1 etapa da Volta a Espanha

## Resultados nas Grandes Voltas
| Corrida         | 2002 | 2003 | 2004 | 2005 | 2006 | 2007 | 2008 | 2009 | 2010 | 2011 | 2012 | 2013 | 2014 | 2015 |
| --------------- | ---- | ---- | ---- | ---- | ---- | ---- | ---- | ---- | ---- | ---- | ---- | ---- | ---- | ---- |
| Giro d'Italia   | -    | -    | -    | Ab.  | -    | -    | 60º  | -    | -    | -    | 1º   | Ab.  | 9°   | 5°   |
| Tour de France  | -    | -    | -    | -    | -    | -    | 47º  | 49º  | 5º   | 18º  | Ab.  | 70°  | -    | -    |
| Vuelta a España | -    | -    | -    | -    | Ab.  | -    | -    | Ab.  | -    | -    | -    | -    | 24º  | -    |

-: não participa 

Ab.: abandono

## Equipas
- Rabobank GS3 (2002-2003)
- US Postal/Discovery Channel (2004)
  - US Postal Service presented by Berry Floor (2004)
  - Discovery Channel Pro Cycling Team (2005)
- Phonak Hearing Systems (2006)
- Health Net presented by Maxxis (2007)
- Garmin/Cannondale (2008-)
  - Garmin-Chipotle presented by H3Ou (2008)
  - Garmin-Slipstream (2009)
  - Garmin-Transitions (2010)
  - Team Garmin-Cervélo (2011)
  - Garmin-Baracuda (2012) (até antes do Tour de France)
  - Garmin-Sharp (2012-2014)
  - Team Cannondale-Garmin (2015-)